# سوزان تيشي
سوزان تيشي (بالإنجليزية: Susan Tichy)‏ (25 أبريل 1952، واشنطن العاصمة في الولايات المتحدة)؛ كاتِبة وشاعرة أمريكية. درست في جامعة جورج ماسون.